# Villasor
Villasor är en ort och kommun i provinsen Sydsardinien i regionen Sardinien i sydvästra Italien. Kommunen hade 6 937 invånare (2017).